# UEFA 유로 1968
1968년 UEFA 유럽 축구 선수권 대회(이탈리아어: Campionato europeo di calcio 1968) 또는 UEFA 유로 1968(UEFA Euro 1968)은 이탈리아에서 열린 3번째 UEFA 유럽 축구 선수권 대회이다. 이 대회에서는 총 32개국이 예선에 참가했으며 4개 팀이 본선에 진출했다. 본선에 진출한 4개 팀 가운데 하나인 이탈리아가 개최국으로 선정되었다.
대회 명칭이 유럽 네이션스컵에서 UEFA 유럽 축구 선수권 대회로 바뀜에 따라서 이 대회는 UEFA 유럽 축구 선수권 대회라는 이름으로 치른 첫 번째 대회가 되었다. 결승전에서 개최국 이탈리아가 유고슬라비아를 재경기에서 2 – 0으로 이김에 따라서 이탈리아가 사상 첫 우승을 차지하였다.

## 예선

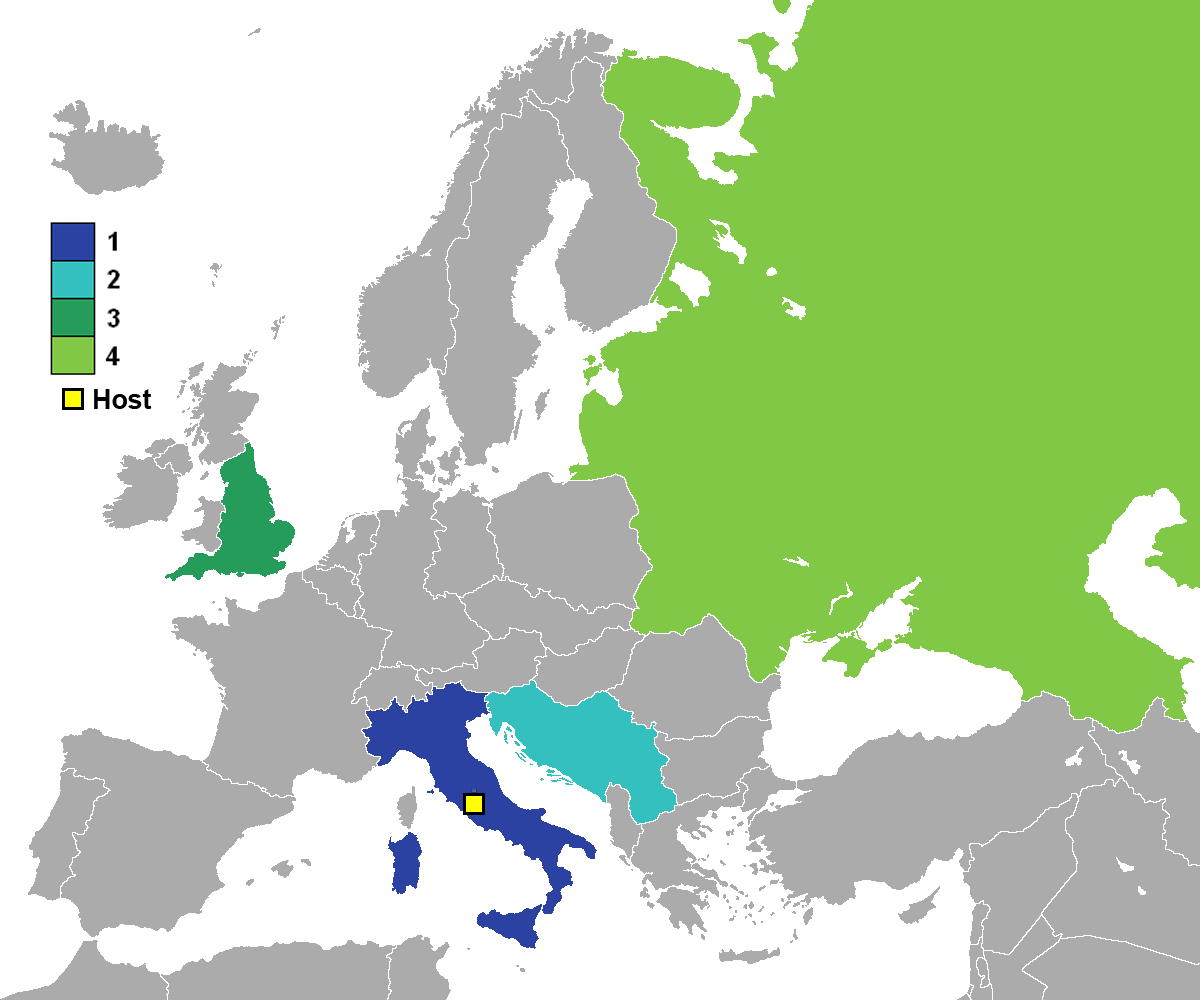
UEFA 유로 1968 본선 진출국

UEFA 유로 1968의 예선은 1966년부터 1968년에 거쳐 진행되었다. 8개의 그룹에 4개의 팀이 있었다. 경기는 홈 앤 어웨이 방식으로 치러졌으며, 승자에게는 승점 2점, 무승부는 1점, 패자에게는 0점이 주어지게 되었다. 최종전에서 승리한 4개 팀이 본선에 진출하였다.
| 팀                | 본선 진출 경로            | 본선 진출 날짜  | 과거 출전 대회   |
| ----------------- | ------------------------- | --------------- | ---------------- |
| 이탈리아 (개최국) | 예선 최종 플레이오프 승자 | 1968년 4월 20일 | 첫 출전          |
| 유고슬라비아      | 예선 최종 플레이오프 승자 | 1968년 4월 24일 | 1회 (1960)       |
| 잉글랜드          | 예선 최종 플레이오프 승자 | 1968년 5월 8일  | 첫 출전          |
| 소련              | 예선 최종 플레이오프 승자 | 1968년 5월 11일 | 2회 (1960, 1964) |

굵은 글씨는 우승한 대회를, 이탤릭체는 개최한 대회를 의미한다.

## 개최 도시 및 경기장
| 로마             | 나폴리           | 피렌체                   |
| ---------------- | ---------------- | ------------------------ |
| 올림피코 경기장  | 산 파올로 경기장 | 아르테미오 프란키 경기장 |
| 수용인원: 86,500 | 수용인원: 72,800 | 수용인원: 47,000         |
|                  |                  |                          |

## 경기 결과
- 모든 시간은 현지 시간을 기준으로 합니다. (UTC +1)

|  | 준결승전         | 준결승전     |                                    |       | 결승전 | 결승전 |
|  |                  |              |                                    |       |        |        |
|  | 6월 5일 – 나폴리 |              |                                    |       |        |        |
|  |                  |              |                                    |       |        |        |
|  | 소련             | 0            |                                    |       |        |        |
|  | 소련             | 0            | 6월 8일 – 로마 (6월 10일에 재경기) |       |        |        |
|  | 이탈리아         | 0            |                                    |       |        |        |
|  | 이탈리아         | 0            | 이탈리아                           | 2 (1) |        |        |
|  | 6월 5일 - 피렌체 |              | 이탈리아                           | 2 (1) |        |        |
|  |                  | 유고슬라비아 | 0 (1)                              |       |        |        |
|  | 잉글랜드         | 유고슬라비아 | 0 (1)                              | 0     |        |        |
|  | 잉글랜드         |              |                                    | 0     |        |        |
|  | 유고슬라비아     | 1            |                                    |       |        |        |
|  | 유고슬라비아     | 1            | 3위 결정전                         |       |        |        |
|  |                  |              |                                    |       |        |        |
|  | 6월 8일 - 로마   |              |                                    |       |        |        |
|  |                  |              |                                    |       |        |        |
|  | 잉글랜드         | 2            |                                    |       |        |        |
|  | 잉글랜드         | 2            |                                    |       |        |        |
|  | 소련             | 0            |                                    |       |        |        |

### 4강전
| 이탈리아 | 0 – 0 (연장) | 소련 |
| -------- | ------------ | ---- |
|          |              |      |

| 유고슬라비아 | 1 – 0 | 잉글랜드 |
| ------------ | ----- | -------- |
| 자이치 87′   |       |          |

### 3·4위전
| 잉글랜드              | 2 – 0 | 소련 |
| --------------------- | ----- | ---- |
| 찰턴 39′ · 허스트 63′ |       |      |

### 결승전
| 이탈리아     | 1 – 1 (연장) | 유고슬라비아 |
| ------------ | ------------ | ------------ |
| 도멘기니 80′ |              | 자이치 39′   |

재경기
| 이탈리아                  | 2 – 0 | 유고슬라비아 |
| ------------------------- | ----- | ------------ |
| 리바 12′ · 아나스타시 31′ |       |              |

## 우승
| UEFA 유로 1968 우승 |
| ------------------- |
| 이탈리아 1번째 우승 |

## 기록

### 득점자
2골
- 드라간 자이치

1골
- 루이지 리바
- 안젤로 도멘기니
- 피에트로 아나스타시
- 제프 허스트
- 보비 찰턴

### 최단 시간 골
12분: 루이지 리바 (이탈리아 vs 유고슬라비아, 재경기)